# Pieve Emanuele
Pieve Emanuele település Olaszországban, Lombardia régióban, Milánó megyében. Lakosainak száma 15 647 fő (2023. január 1.). Pieve Emanuele Lacchiarella, Locate di Triulzi, Opera, Siziano, Basiglio és Rozzano községekkel határos.

## Népesség
A település lakossága az elmúlt években az alábbi módon változott:
| Lakosok száma | 16 036 | 16 118 | 15 949 | 15 647 |
|               | 2013   | 2017   | 2018   | 2023   |